# 東京ミッドタウン

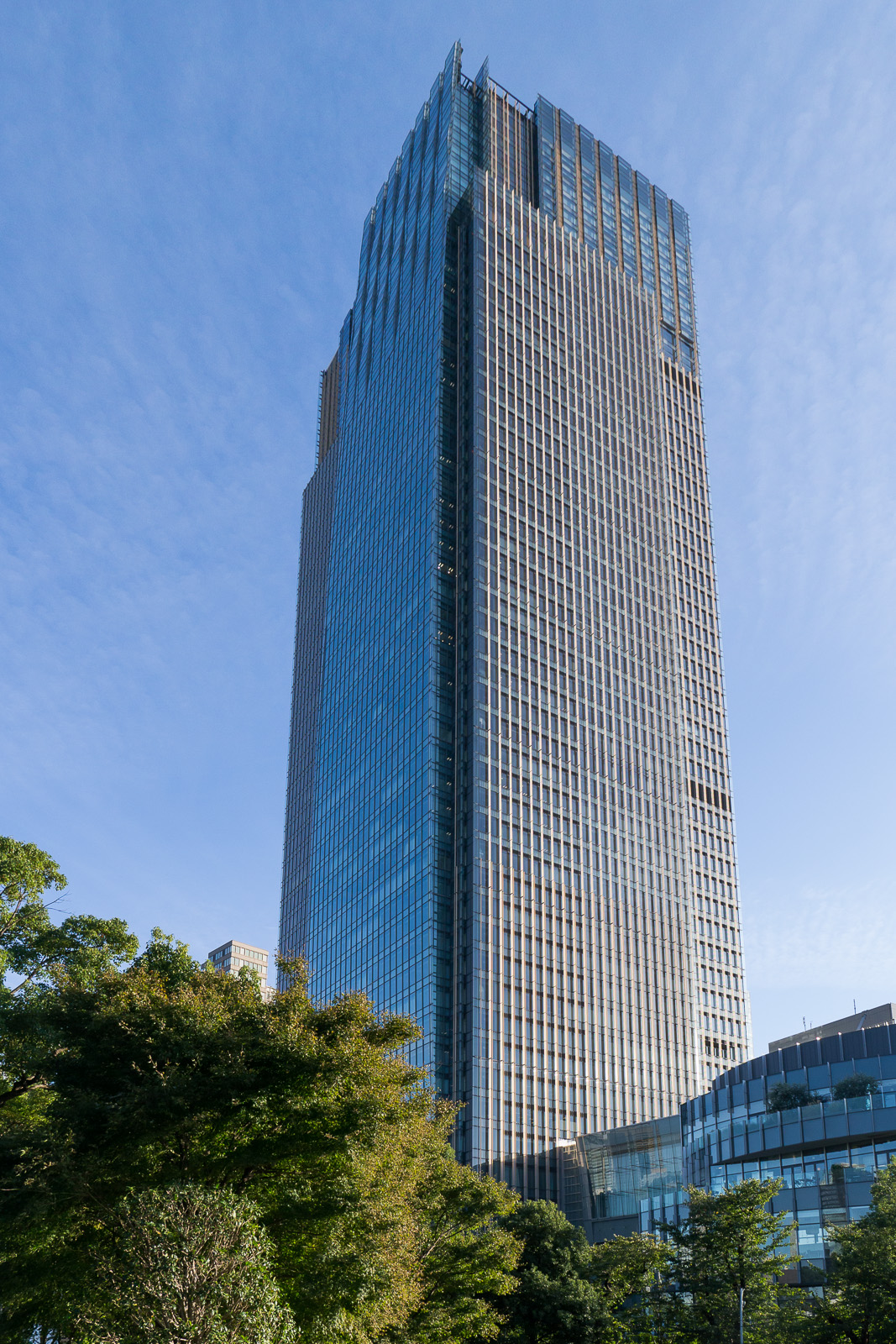
中核を担う超高層ビル「ミッドタウン・タワー」

東京ミッドタウン（とうきょうミッドタウン、英: Tokyo Midtown）は、東京都港区赤坂九丁目に所在する三井不動産の再開発エリア・複合商業施設である。
防衛庁本庁檜町庁舎（防衛庁檜町地区）跡地の再開発事業として、2007年3月30日に開業した。管理運営者は、東京ミッドタウンマネジメント株式会社（同施設の所有者である三井不動産の100%子会社）。
同じく赤坂九丁目に所在する都営地下鉄大江戸線「六本木駅」に直結しており、六本木交差点や六本木ヒルズからも程近いため、所在地として六本木と称されることも多く、後述の日比谷・八重洲と区別するために通称として「東京ミッドタウン六本木」や「六本木ミッドタウン」などと呼ばれることもある。
なお、「東京ミッドタウン」は三井不動産が東京都区部における市街地再開発事業に基づいて手がける大規模複合施設のブランド名でもあるが、本項目ではその第一号案件であり、単に「東京ミッドタウン」と称する港区赤坂の複合施設について記し、以下の施設については各項目を参考とされたい。
- 東京ミッドタウン日比谷 - 千代田区有楽町一丁目（日比谷）。2018年開業。
- 東京ミッドタウン八重洲 - 中央区八重洲二丁目。2023年開業（2022年9月プレオープン）

## 概要

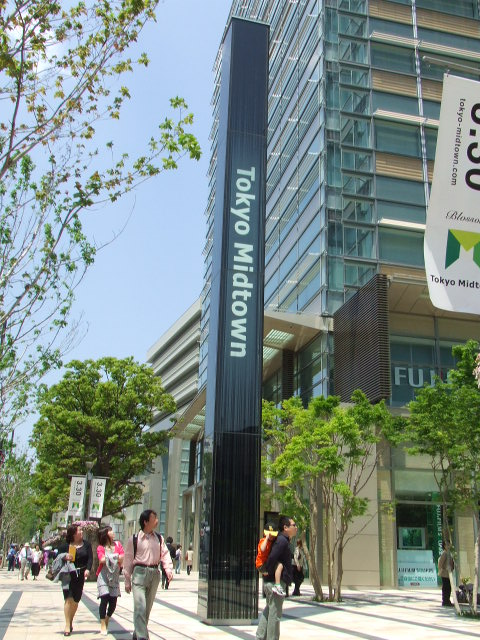
東京ミッドタウンの看板

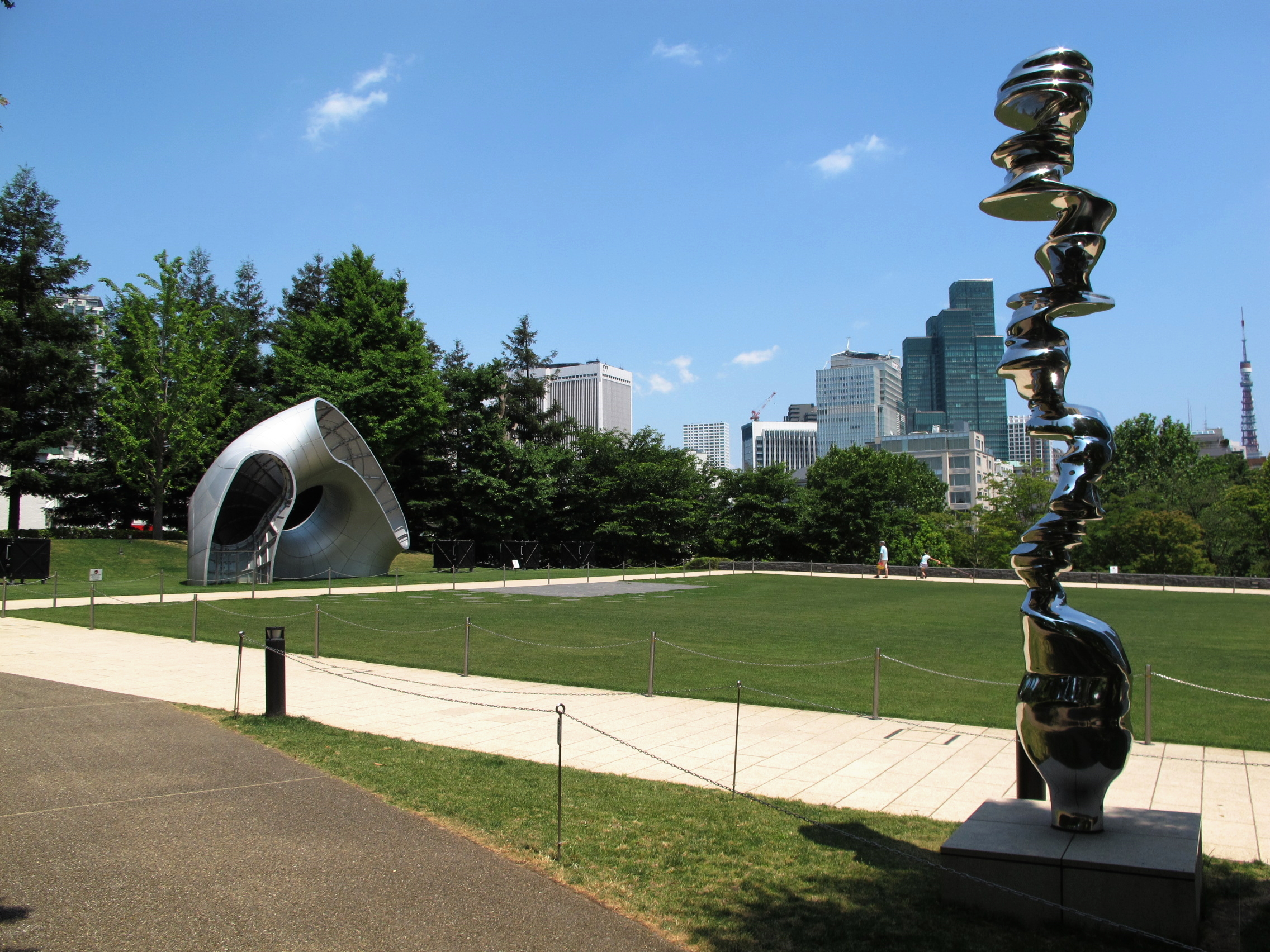
東京ミッドタウン公園

東京ミッドタウンは、オフィスや高級ホテル、さまざまなショップおよびレストラン、美術館、レジデンス、医療機関、公園・緑地など、多様な施設から構成されている。施設の中核をなす超高層ビル「ミッドタウン・タワー」は、地下5階・地上54階・高さ248.1 mであり、それまでの東京都庁舎第一庁舎に代わり、東京都内で最高層のビルとなった。また、主にオフィスが入居する同ビルには、個別郵便番号として107-62xx（末尾2桁は宛先の階層によって異なり、01〜45と地下および階層不明の90）が割り当てられている。
東京ミッドタウンに含まれる施設にはホテル ザ・リッツ・カールトン東京、赤坂見附から移転したサントリー美術館、アメリカのジョンズホプキンス・メディスンと提携する東京ミッドタウン・クリニック、「コンラン」ブランドのレストランなどがある。オフィス部分のテナントとしては、コカ・コーラ ボトラーズ、シスコシステムズ、ジーユー (GU)、スルガ銀行、ソニー・ミュージックエンタテインメント (SME)、ナイキ、富士フイルムホールディングス、ファーストリテイリング（ユニクロ）などが本社や東京本部を移転・設置したのをはじめ、ゲーム大手のコナミも東京都内各所に分散していた拠点をここに集約していた。2021年4月にいちからが本社移転、同11 - 12月にインフォコム、2022年2月にコロプラが本社移転。
「デザイン」を再開発全体の一つのテーマとしており、グッドデザイン賞主催団体である財団法人日本産業デザイン振興会が誘致された。また、デザインの拠点として三宅一生デザイン文化財団が運営する「21_21 DESIGN SIGHT」が開業した。
また、隣接する港区立檜町公園と合わせ4ヘクタールの緑地帯を確保しており、桜並木も移設された。近年の他の再開発プロジェクトに比べ、敷地面積内に占める緑地帯の割合が大きいのが特色である。飲食、商業エリア他オープン・スペースではdocomo Wi-Fiやフレッツスポットといった公衆無線LANが利用できる。

## 歴史

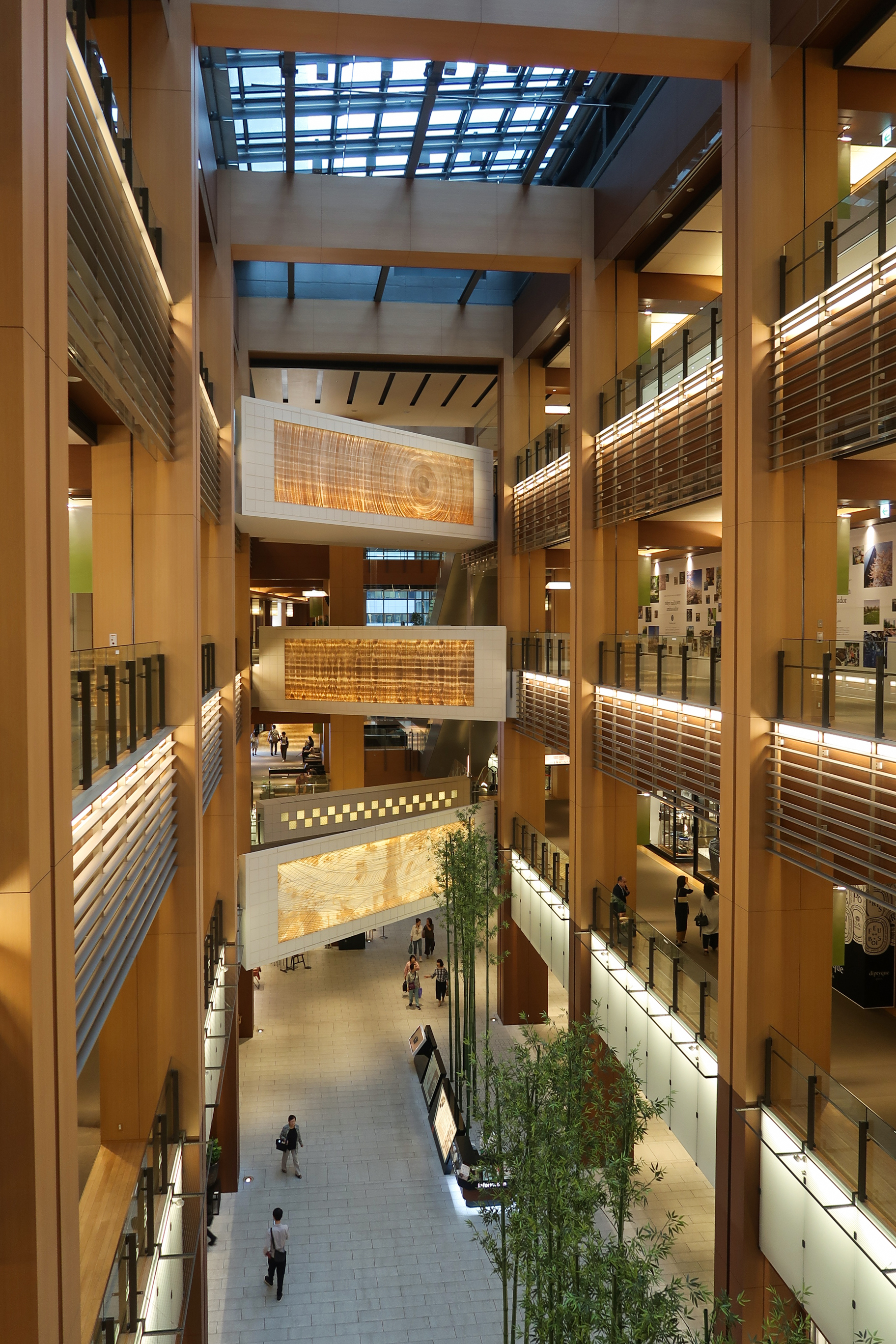
ガレリア内部

当地は、1641年から1871年まで萩藩毛利家屋敷として使用された。明治時代に入ると1873年より陸軍の駐屯地となり、大日本帝国陸軍の歩兵第一および第三連隊が使用した。終戦後の1946年よりアメリカ合衆国に接収され、米軍将校の宿舎として使用された。サンフランシスコ講和条約発効後の1960年に日本に返還され、1962年より陸上自衛隊の檜町駐屯地となるとともに、防衛庁の本庁舎も設置された。

### 再開発計画
1988年（昭和63年）7月19日に、多極分散型国土形成促進法に基づき、防衛庁を含む49の行政機関の移転が閣議決定された。これを受けて、1996年（平成8年）から翌年にかけて東京都が同地区の跡地利用計画の査定調査を実施した。その後何度かの答申を経て公共的利用を図る事が決定され、1999年（平成11年）8月に大蔵省、東京都、港区が合同で「防衛庁本庁舎檜町庁舎跡地開発に関する三者協議会」を設置した。
2000年（平成12年）5月に防衛庁本庁は新宿区の防衛庁市ヶ谷地区に移転。翌年4月26日に東京都が「赤坂9丁目地区再開発地区計画」を決定し、翌5月1日には財務省が売却を公示した。9月17日にはコンソーシアム6社（積水ハウス・全国共済農業協同組合連合会・大同生命保険・富国生命保険・三井不動産・安田生命保険）が落札した。
全体計画は、国際コンペティションの結果、ニューヨークを中心に活動するスキッドモア・オーウィングズ・アンド・メリル (Skidmore,Owings & Merril LLP) が担当した。

### 開業後

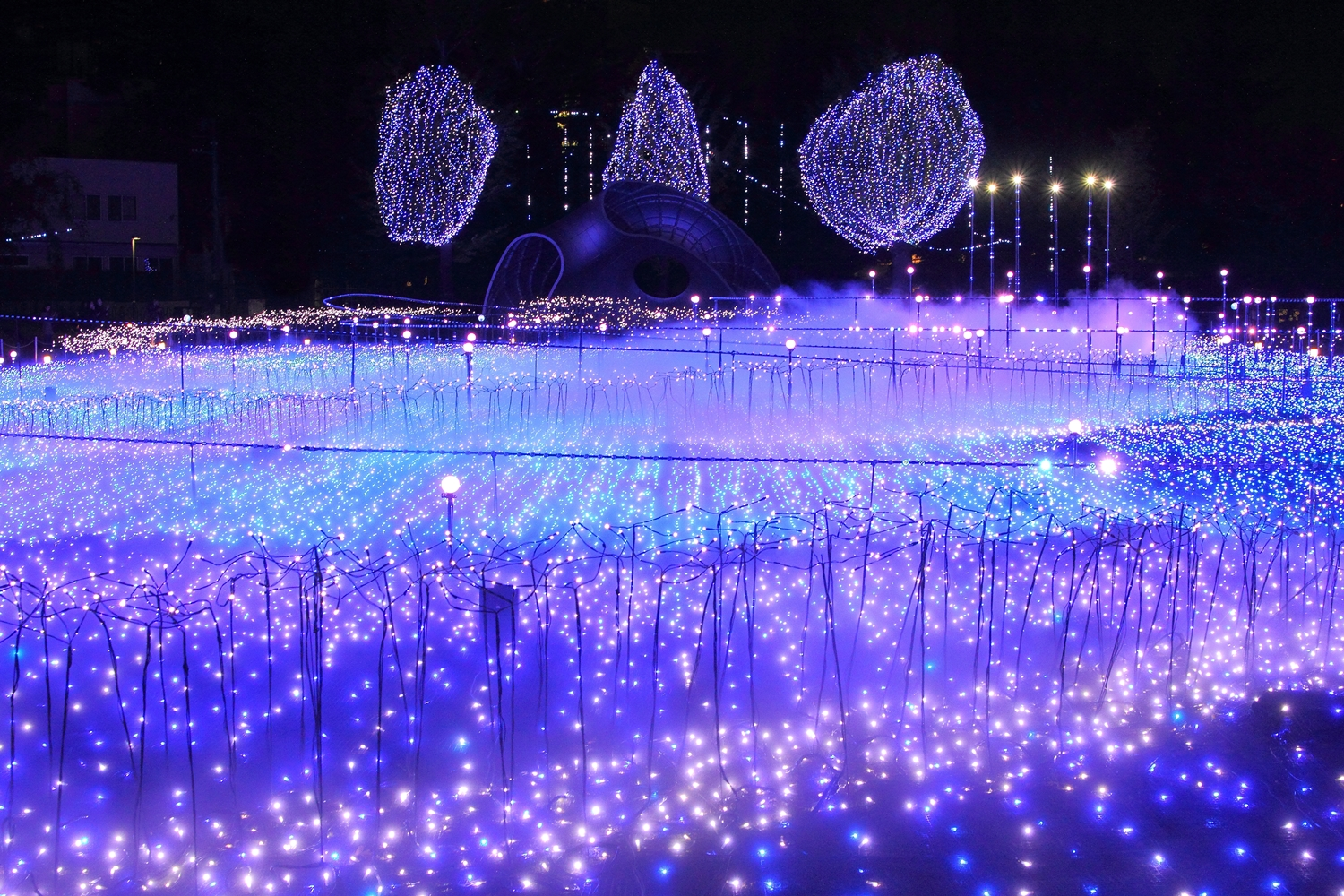
スターライトガーデン2014

民間都市再生事業計画に認定され、工事は2004年（平成16年）5月18日に始まり、2007年（平成19年）1月に竣工、同年3月30日に開業した。
初年度には、目標だった3,000万人を上回る年間3,500万人を集客、六本木地区では2003年（平成15年）から営業している六本木ヒルズの来街者数4,400万人に次ぐ人気訪問先となっている。近隣の六本木7丁目には2007年（平成19年）、国立新美術館も開館、それらの施設との相乗効果による回遊性向上、一層の活性化が期待されている。
クリスマスシーズンには約2,000 m2の芝生広場において「スターライトガーデン」 という無料で鑑賞できるイルミネーションイベントが行われている。

## 主な施設

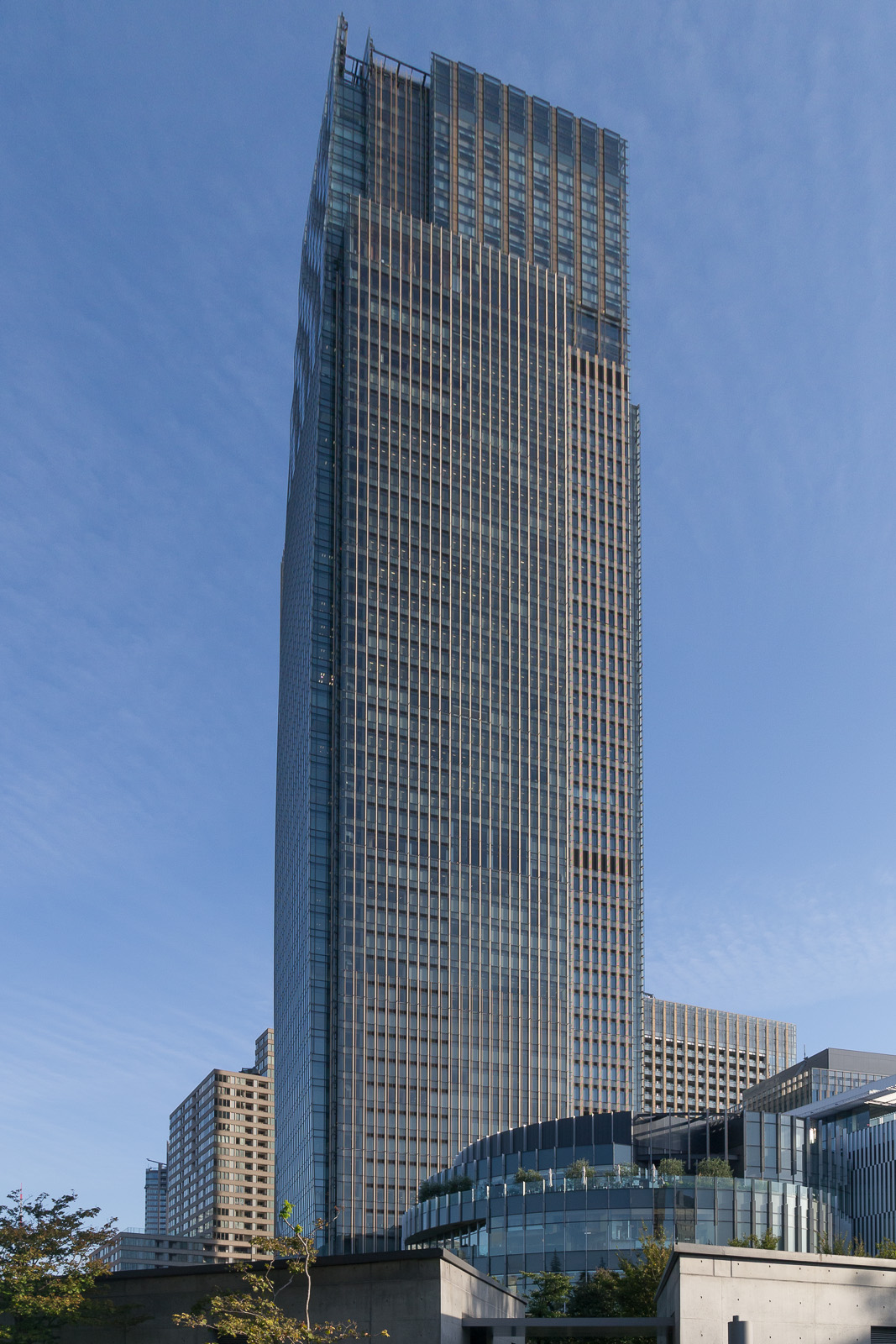
ミッドタウン・タワー

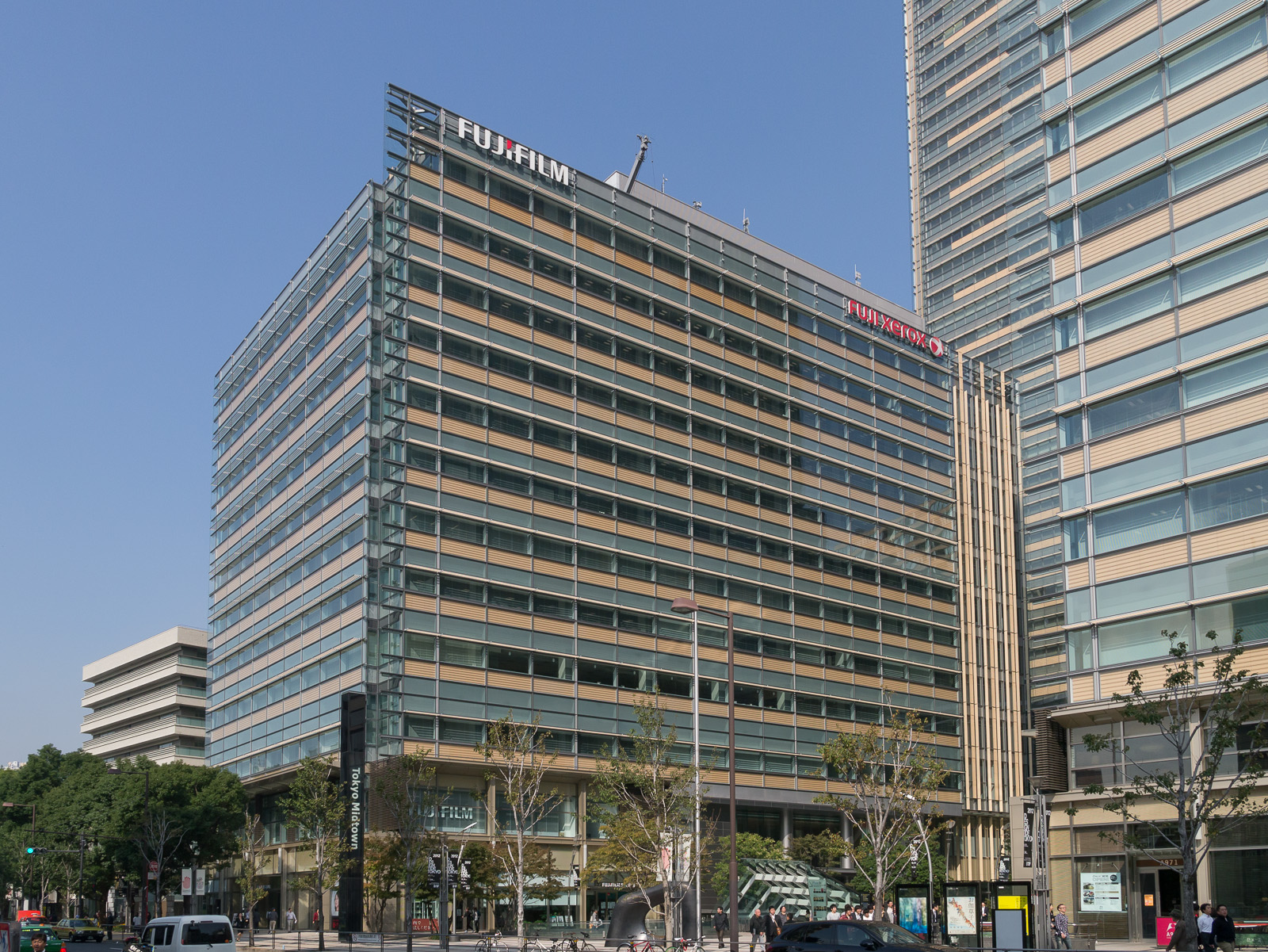
ミッドタウン・ウェスト

- ミッドタウン・タワー（オフィス・ホテル棟） - 地上54階・地下5階、248.1 m
  - 5 - 44階 : オフィスフロア
  - B1・1・2・45 - 53階 : ザ・リッツ・カールトン東京
  - 54階 : 施設維持・管理スペース（一般客入場不可）
- ミッドタウン・イースト - 地上25階・地下4階、114.1 m
  - 2021年4月より11階にANYCOLOR株式会社（旧：いちから株式会社）が入居[2]、同11 - 12月にインフォコム[3]、2022年2月に5・6階にコロプラが入居[4]。
    - 地下1階 - 11階は、コナミホールディングスを始め、コナミグループ（コナミデジタルエンタテインメント・コナミスポーツ&ライフなど）の本社などが入居していた[1][注釈 2]。

  - 地下1階、1階、12階 - 24階 : 東京ミッドタウン レジデンシィズ（マンション）
- ミッドタウン・ウェスト - 地上13階・地下3階、66.1m
  - 富士フイルムホールディングス（富士フイルム、富士フイルムビジネスイノベーション）が入居
  - 1 - 2階 : フジフイルム スクエア
- ザ・パーク・レジデンシィズ・アット・ザ・リッツ・カールトン東京 - 地上30階・地下2階、108m、住宅専用棟（マンション）
- ガーデンサイド - 地上9階・地下3階、48m
  - プレッセ（東急ストアによるスーパーマーケット）[7]
  - サントリー美術館（赤坂1丁目から移転）
近隣の国立新美術館や森美術館と共に「六本木アート・トライアングル」を形成
  - ビルボードライブ東京
  - オークウッドプレミア東京ミッドタウン - サービスアパート
  - ガーデンテラス - 地上4階・地下1階、レストラン街、オープンテラス
- 21_21 DESIGN SIGHT - 地上1階・地下1階
- ガレリア - 地上3階・地下1階、4層吹抜けショッピングゾーン
- プラザ - カフェ、レストラン、TOKYO FMサテライトスタジオ（TOKYO FM Midtown Studio）など
- グリーン&パーク（ミッドタウンガーデン・檜町公園） - 桜並木を中心とした緑地（ただし檜町公園は港区の管轄）
- キャノピー・スクエア - ガラスの天蓋付きの屋外型イベントスペース
- アートワーク多数

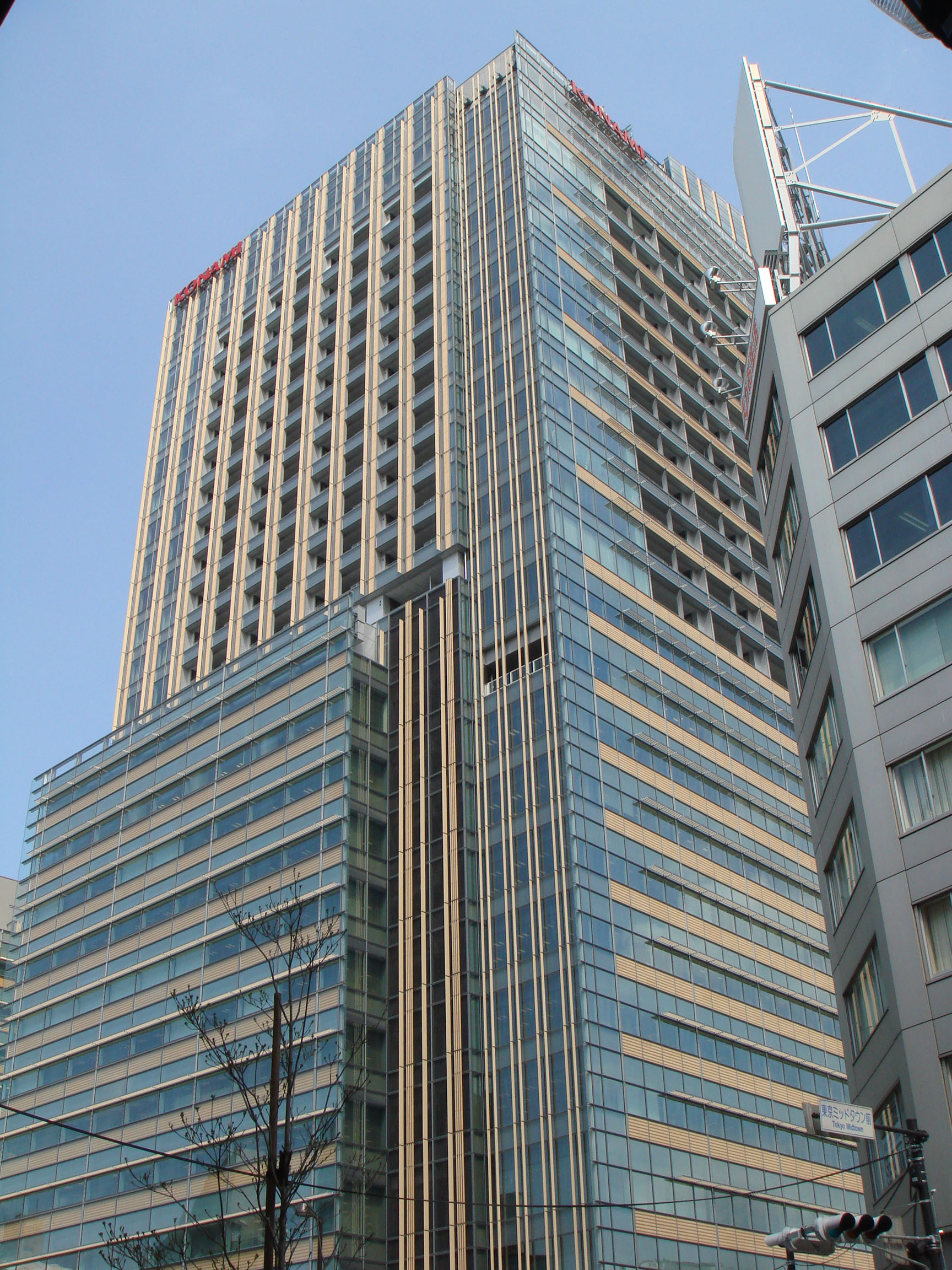
ミッドタウン・イースト
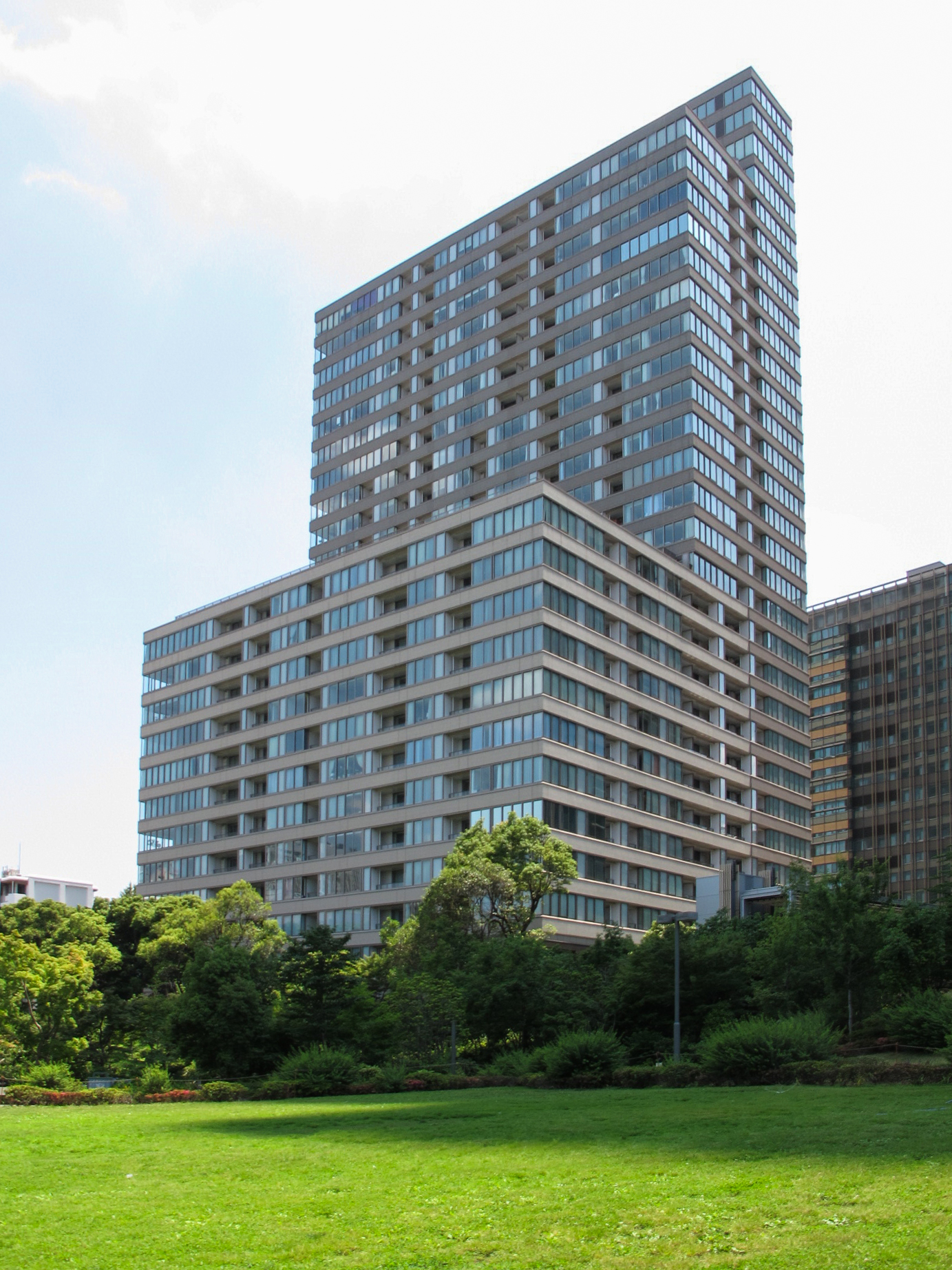
ザ・パーク・レジデンシィズ・アット・ザ・リッツ・カールトン東京
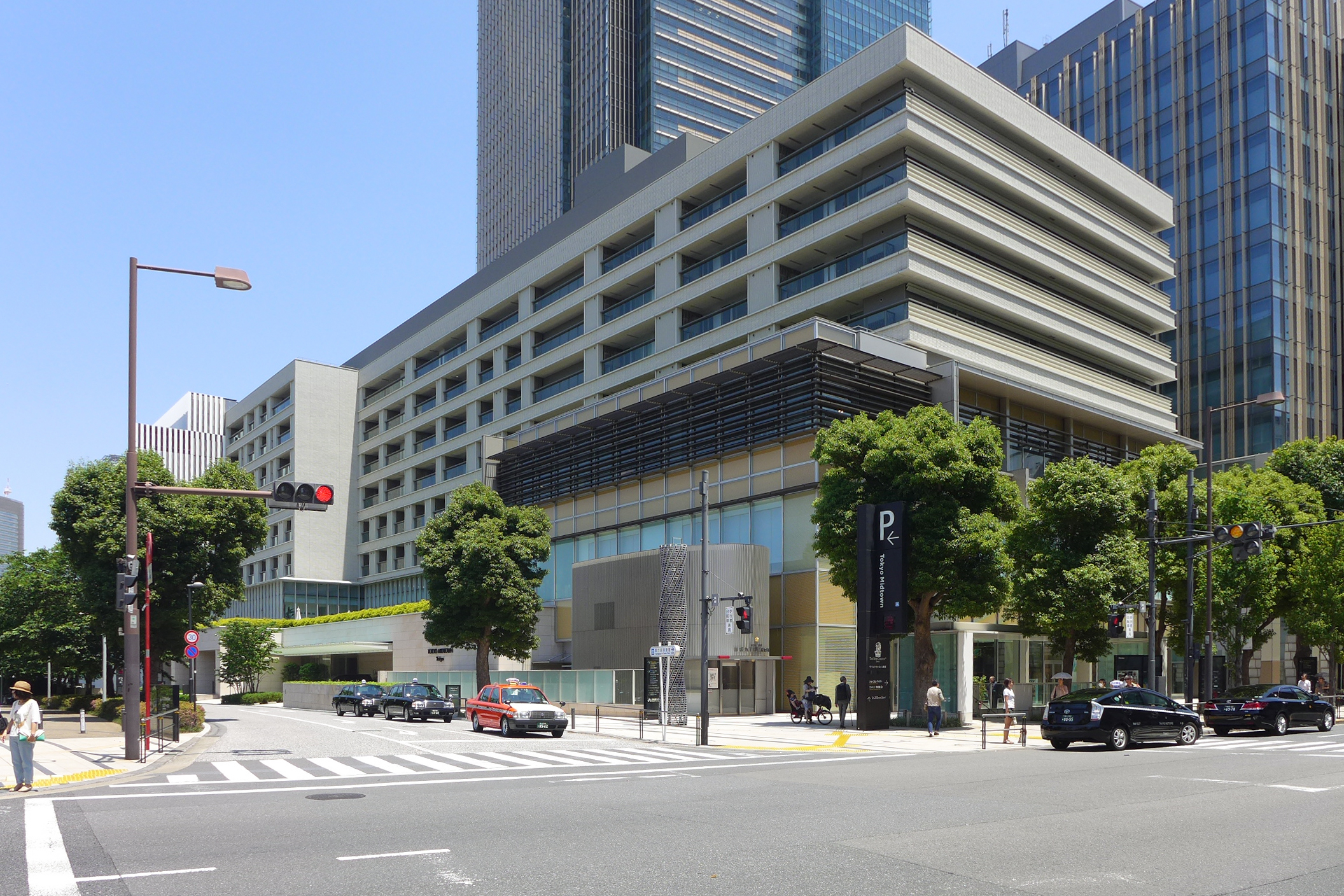
オークウッドプレミア東京ミッドタウン - サービスアパート
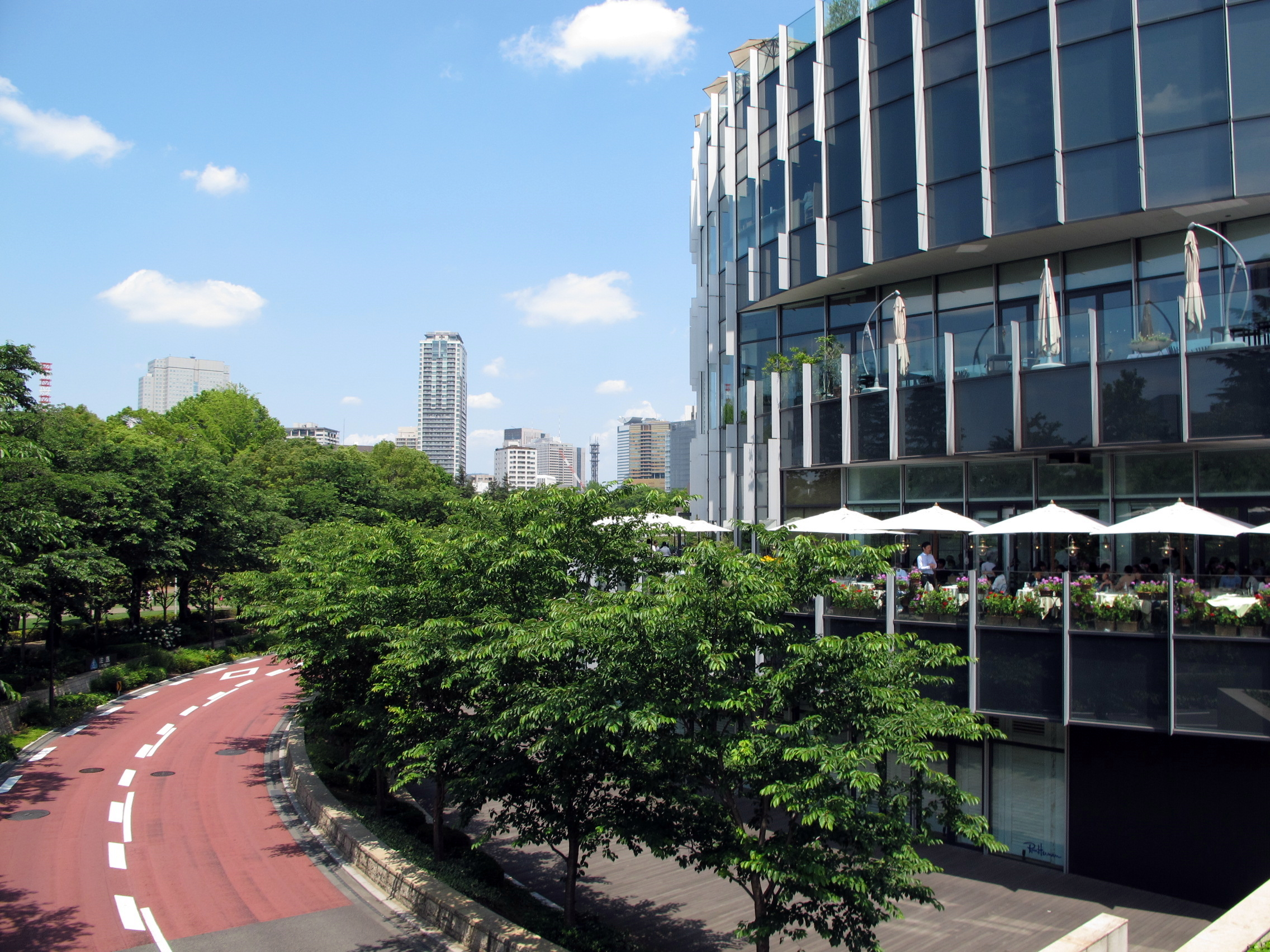
ガーデンテラス
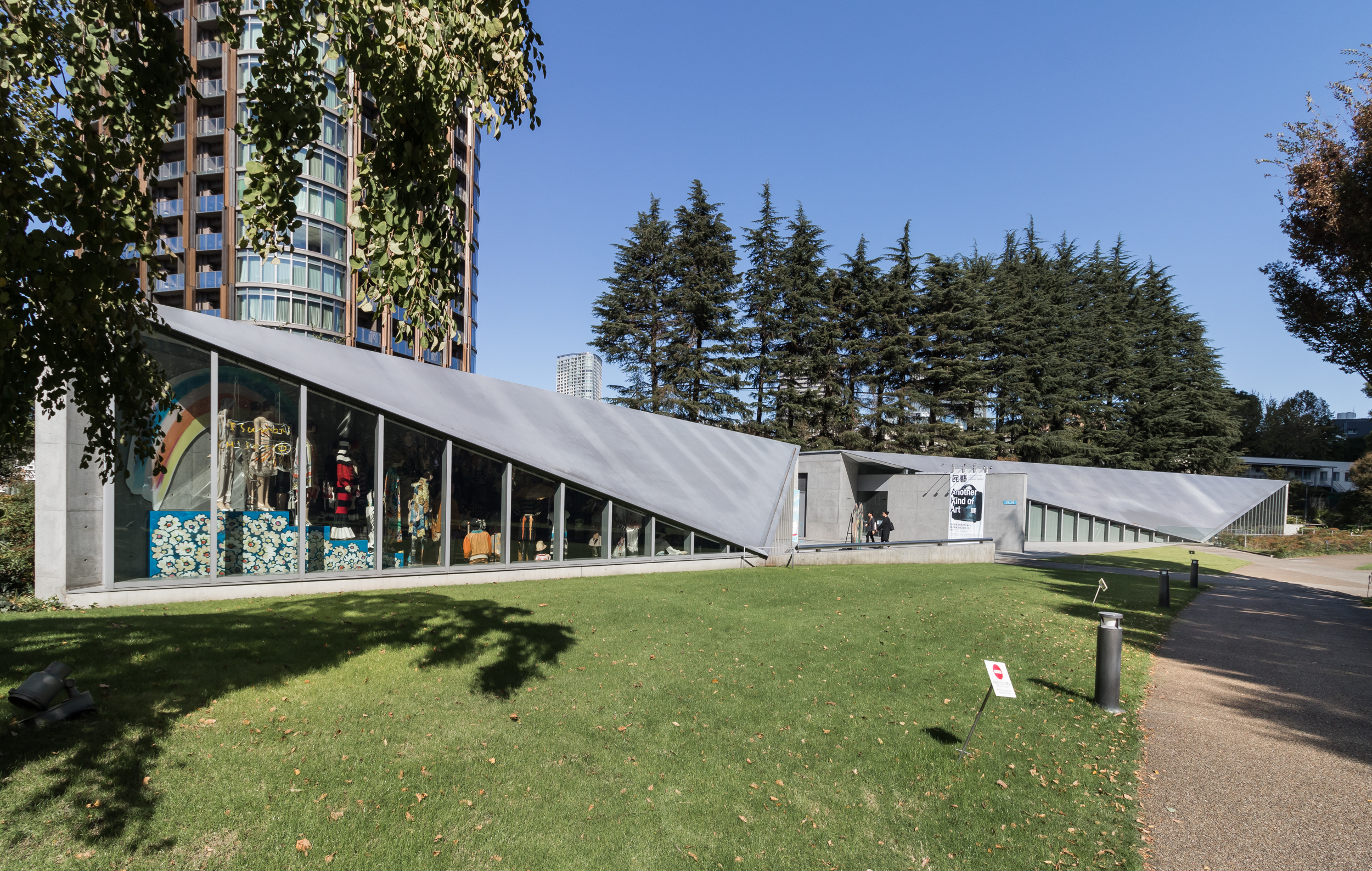
21_21 DESIGN SIGHT

## 施設概要
- 所在地：東京都港区赤坂九丁目7番地
- 地区計画面積：約102,000m2
- 計画対象地面積：約78,400m2
- 総延床面積：約569,000m2
- 設計：SOM、日建設計、隈研吾他

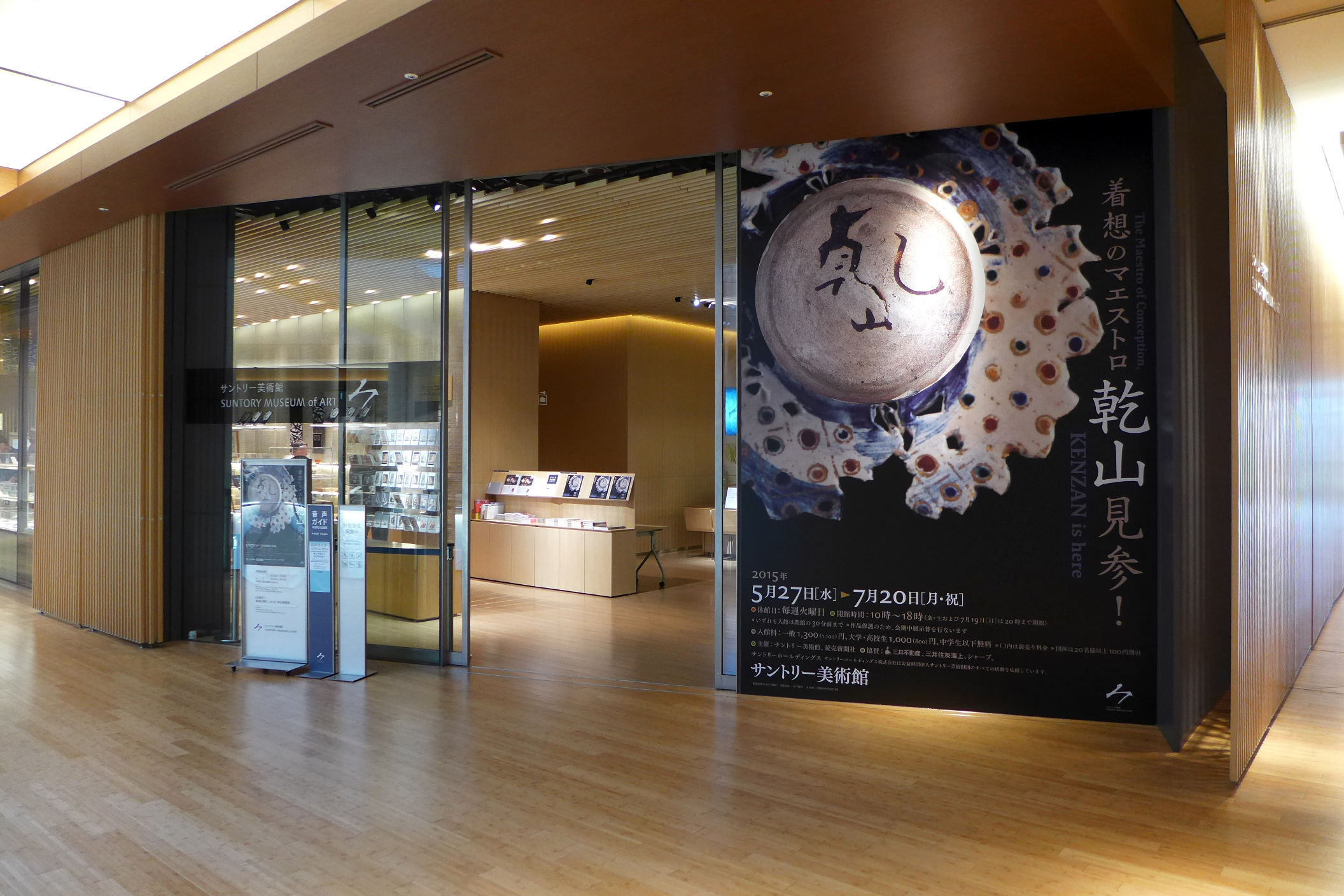
サントリー美術館

- 施工：竹中工務店（A・C・D・G・H棟）JV、大成建設（B・E・F棟）JV

## 施設構成
- オフィス：約330,000 m2

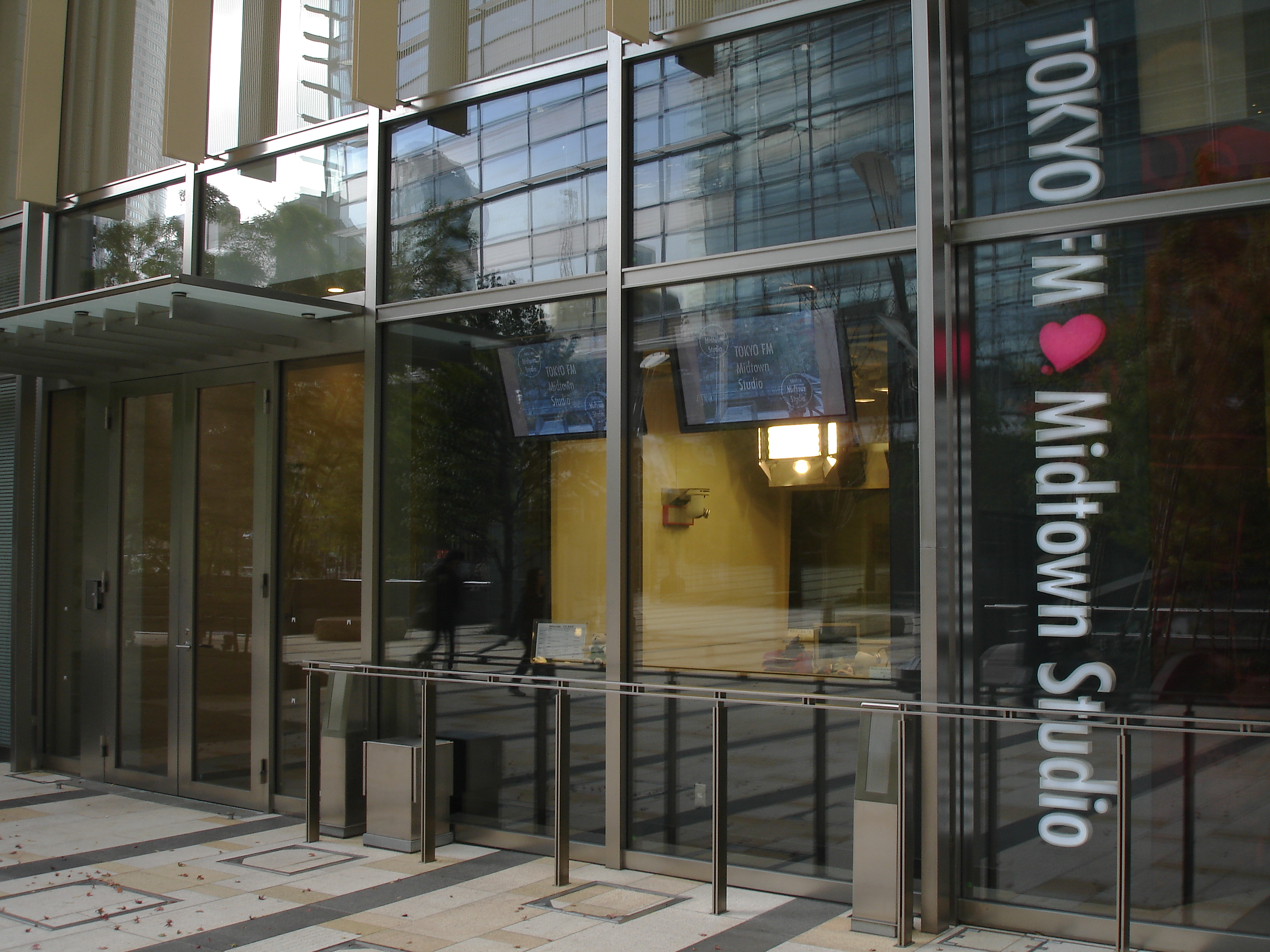
TOKYO FM Midtown Studio

- 住宅：約111,000 m2（約530戸）
- ホテル：約48,000 m2（約250室）
- 商業：約57,000 m2
- その他：23,000 m2

## 交通

### 鉄道
- 六本木駅
  -  東京地下鉄日比谷線 - 駅番号 H-04（出口4a）地下通路にて直結
  -  都営地下鉄大江戸線 - 駅番号 E-23（出口8）直結

- 六本木一丁目駅
  -  東京地下鉄南北線 - 駅番号 N-05（出口1）徒歩約10分

- 乃木坂駅
  -  東京地下鉄千代田線 - 駅番号 C-05（出口3）徒歩約3分

### バス
- 都営バス都01折返 渋谷駅 - 赤坂アークヒルズ行き・溜池行き・新橋駅行きで「六本木駅前」下車。

渋谷駅からのミッドタウン発着便は2011年3月で廃止されている。
- ちぃばす（港区コミュニティバス） 赤坂循環線で
  - 赤坂駅・赤坂見附駅・青山一丁目駅方面からは「檜町公園」下車。
  - 六本木ヒルズからは「六本木七丁目」下車。
- 東京空港交通 成田空港 - 赤坂方面・六本木方面行きでザ・リッツ・カールトン東京下車。
- スカイホップバス（六本木・東京タワーコース）（日の丸自動車興業） - 東京ミッドタウン内にバス停がある。

### 道路
- 外苑東通り沿いであり、六本木通りにも至近である。
  - 首都高速都心環状線外回り：飯倉出口 - 飯倉片町から外苑東通り
  - 首都高速都心環状線内回り：霞が関出口 - 溜池から六本木通り
  - 首都高速3号渋谷線上り：渋谷出口から六本木通り

## 提携カード
提携クレジットカードと当施設に関連した仕様のVISAデビットカードが発行されている。
- 東京ミッドタウンカード《セゾン》 : Visa、JCB、American Express（従来の「東京ミッドタウンカード」であり、券面はシルバーで当施設のロゴがホログラム印刷されている。三井ショッピングパークポイントの付与（税込110円につき1pt）・利用は、東京ミッドタウン（六本木）に限られる。尚、後述する三井ショッピングパークカードの発行に伴い、2019年3月末をもって新規発行を終了している。ICチップ搭載済み）
- 東京ミッドタウンプレミアムカード《セゾン》 : Visa、JCB、American Express®︎（当施設で年間100万円（税込）以上の利用をした人を対象に発行される希少なカード。券面はブラックで当施設のロゴがホログラム印刷されている。三井ショッピングパークポイントの付与（税込110円につき1pt）・利用は、東京ミッドタウン（六本木）に限られる。プレミアムカード限定特典として、ザ・リッツ・カールトン東京の優待や当施設駐車場の3時間無料サービス、サントリー美術館/21_21 DESING SIGHTの入館チケットプレゼント等のサービスが受けられる（2022年3月末をもって各種優待は終了または変更予定）。尚、一般カードと同様に、2019年3月末をもって新規発行を終了している。ICチップ搭載済み）
- 三井ショッピングパークカード《セゾン》: Visa、Mastercard、JCB、American Express®︎、Premier American Express®︎（新しい「東京ミッドタウンカード」であり、券面はシャンパンゴールドで当施設のロゴが入るが、システム上は三井ショッピングパークカードとして扱われる。2019年4月より新規発行され、三井ショッピングパークポイントの付与（税込110円につき2pt）・利用は、当施設の他、東京ミッドタウン日比谷やららぽーと等、三井ショッピングパーク系列の各施設にて利用可能。ICチップ搭載済み）
- d-bank SURUGA Visaデビットカード（スルガ銀行「d-bank」仕様）

## ギャラリー

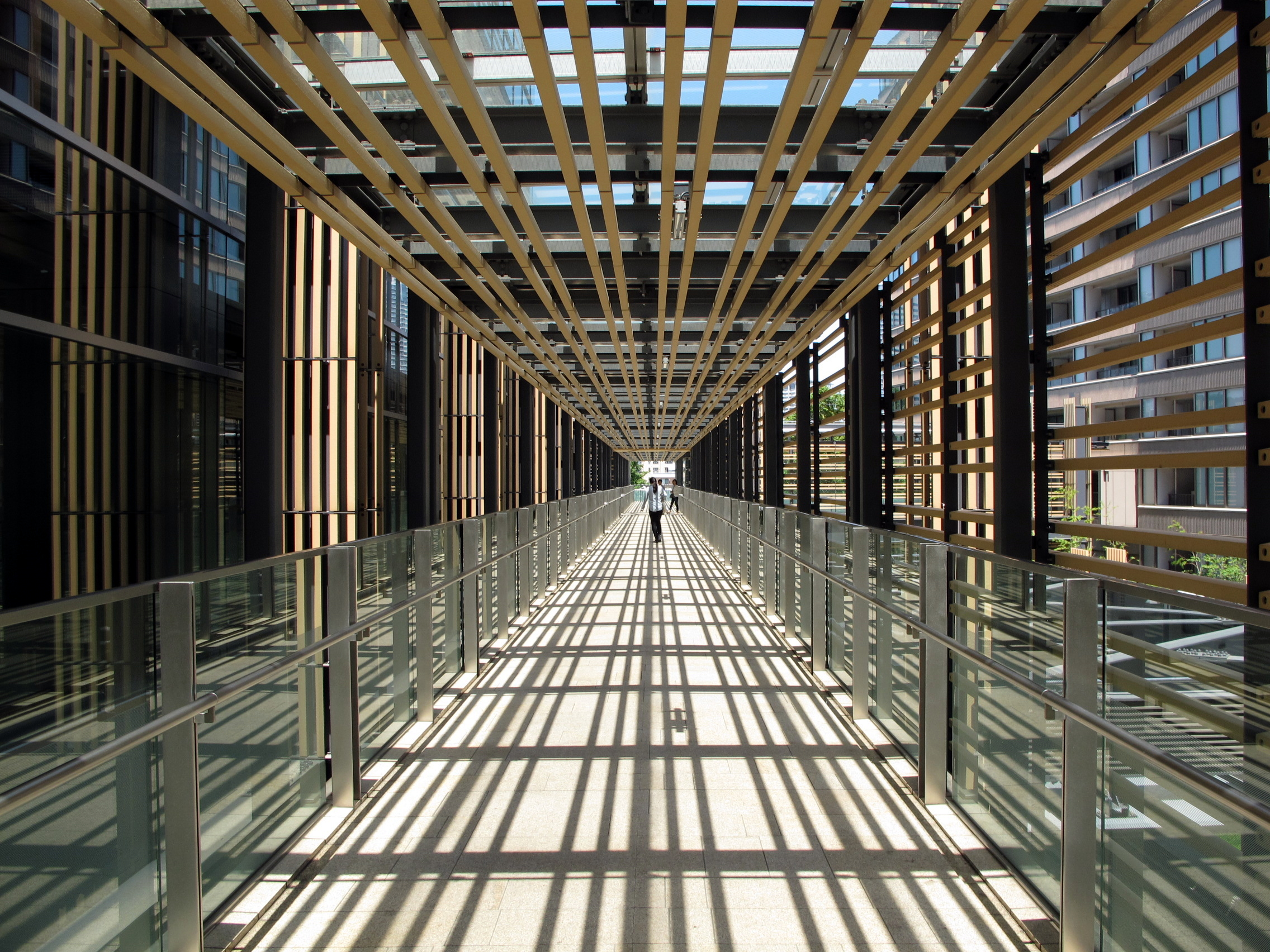
パークブリッジ [Park Bridge]（2013年）
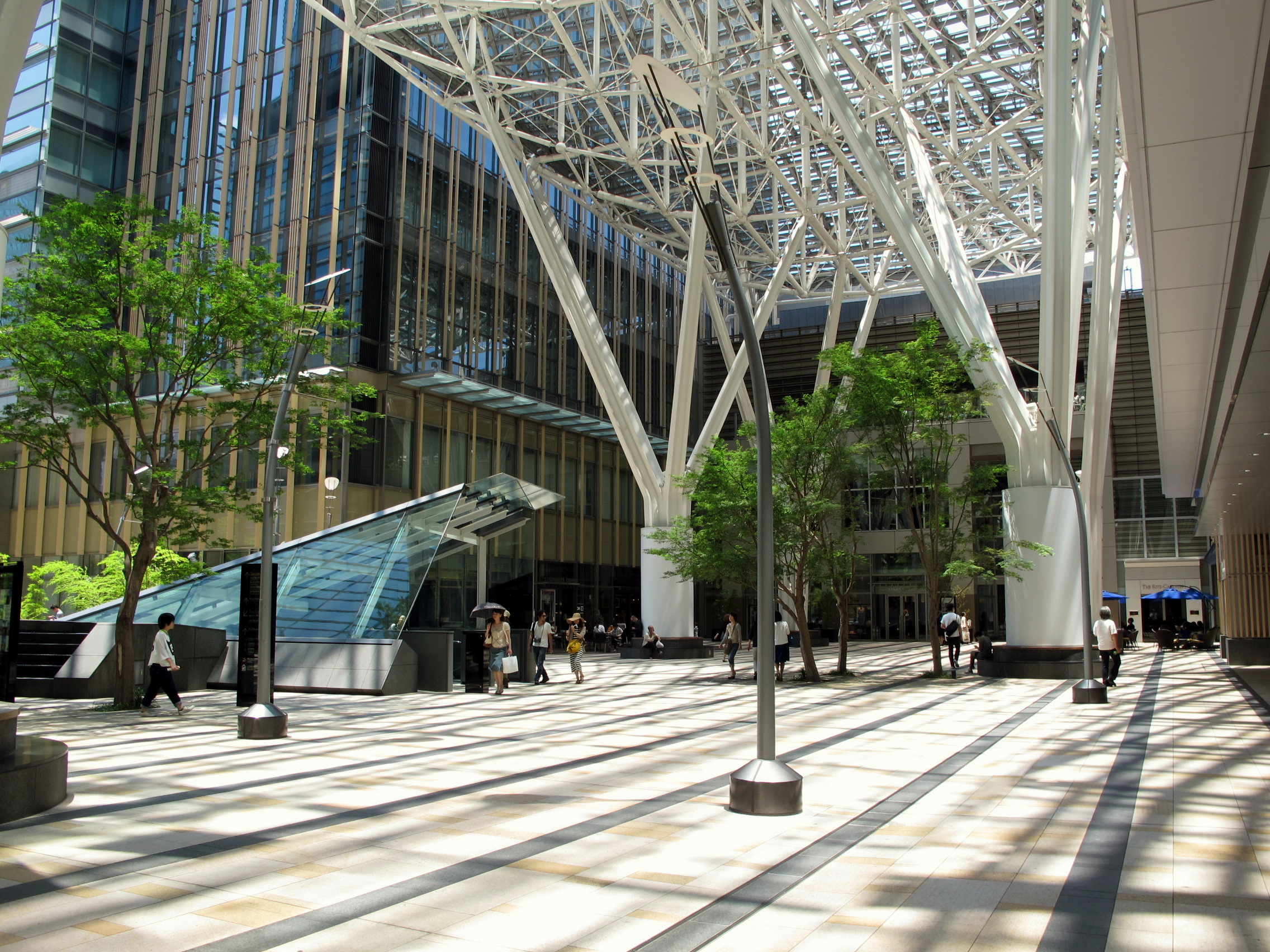
キャノピー・スクエア [Canopy Square]（2013年）
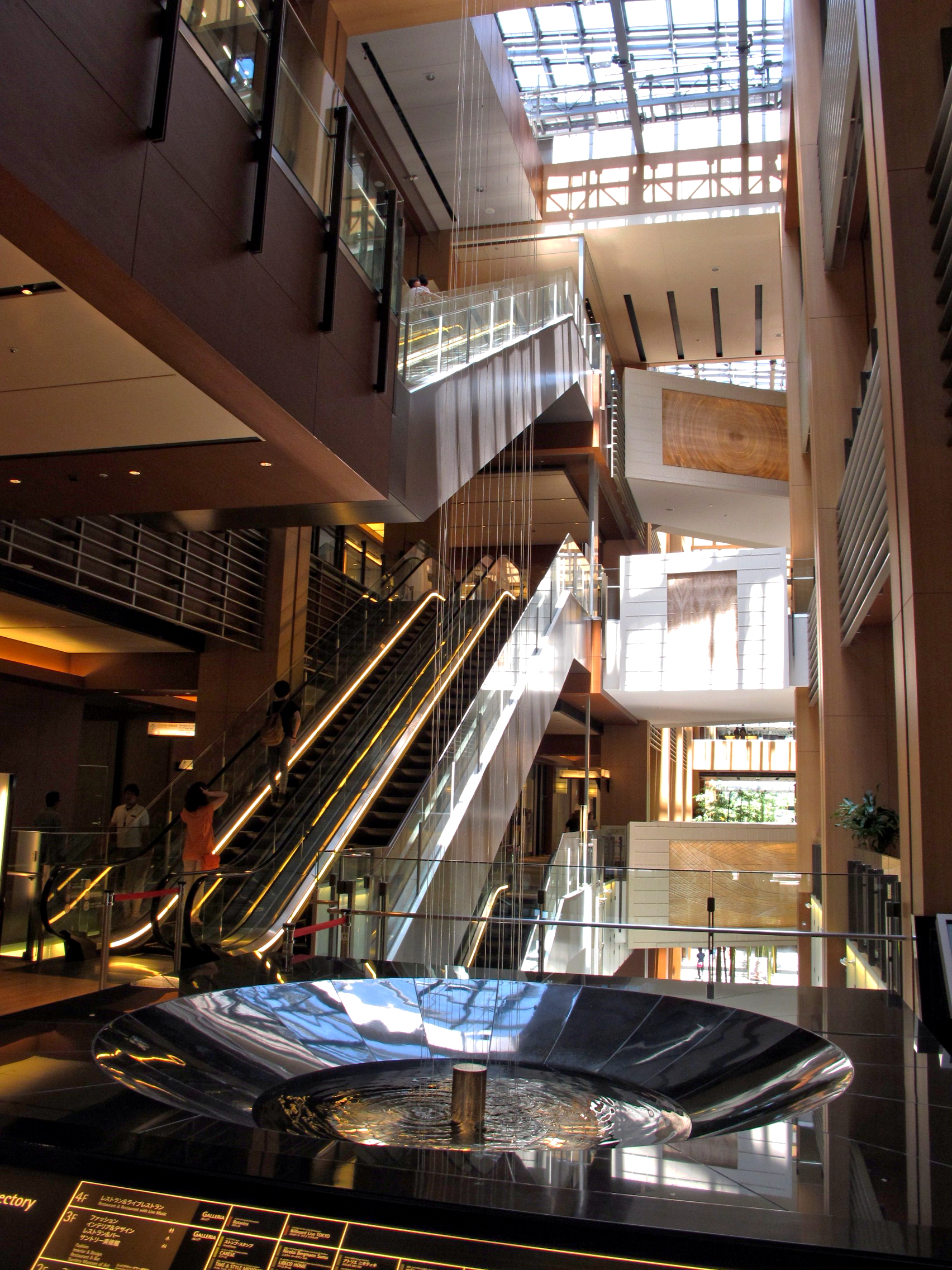
ガレリア [GALLERIA]
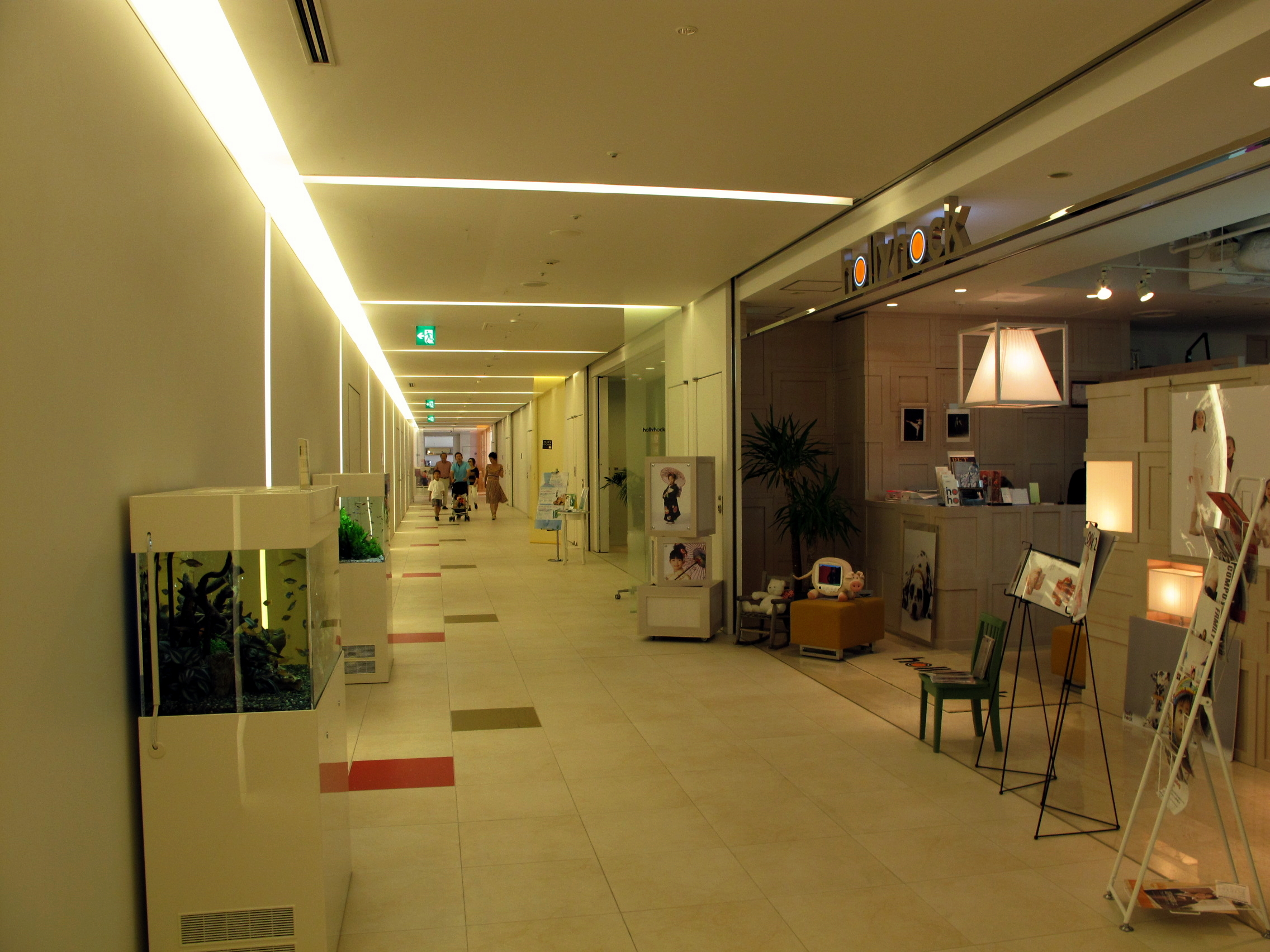
2階のサービスコーナー（2007年5月27日撮影）
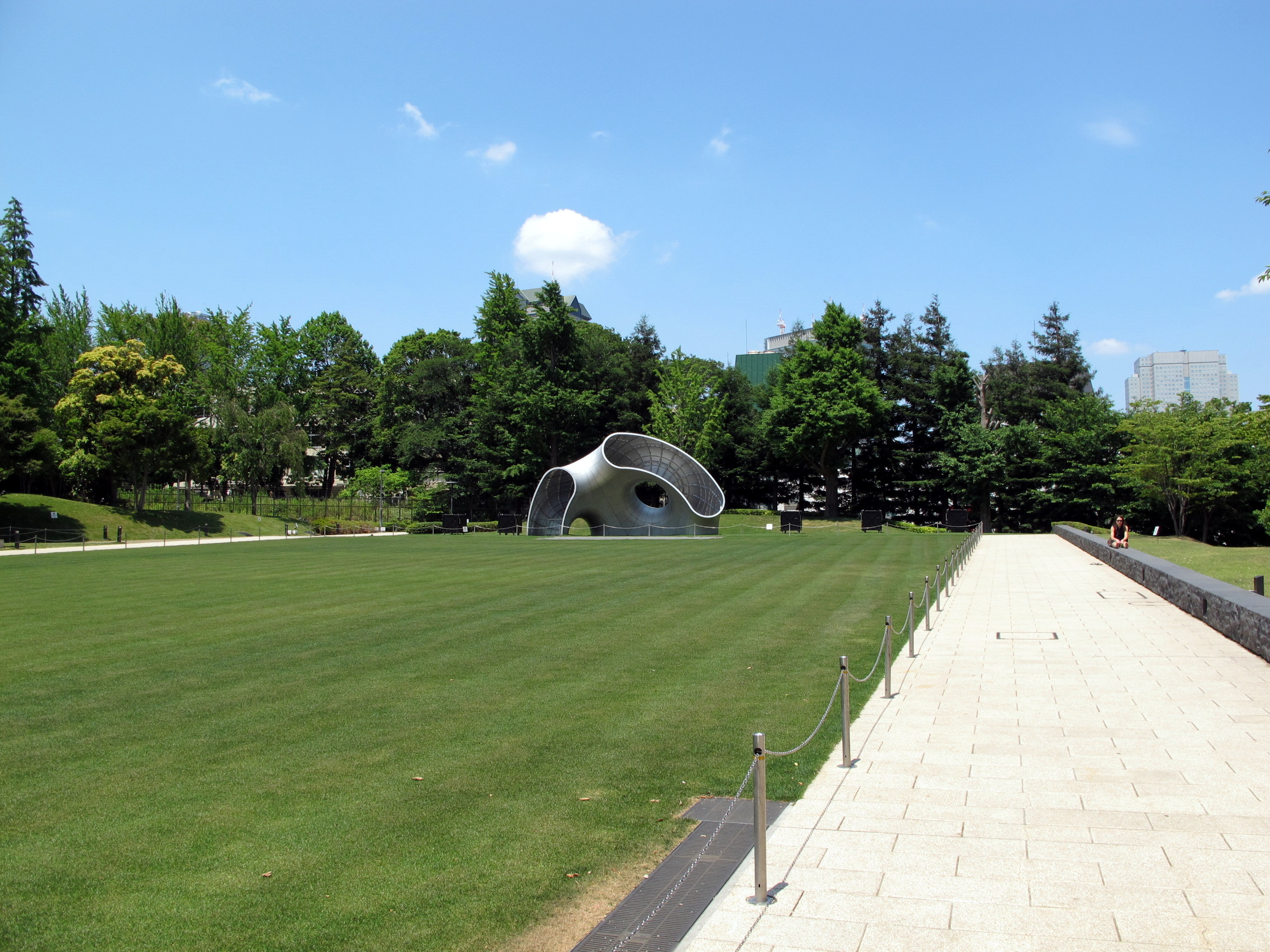
ミッドタウン・ガーデン [Midtown Garden]
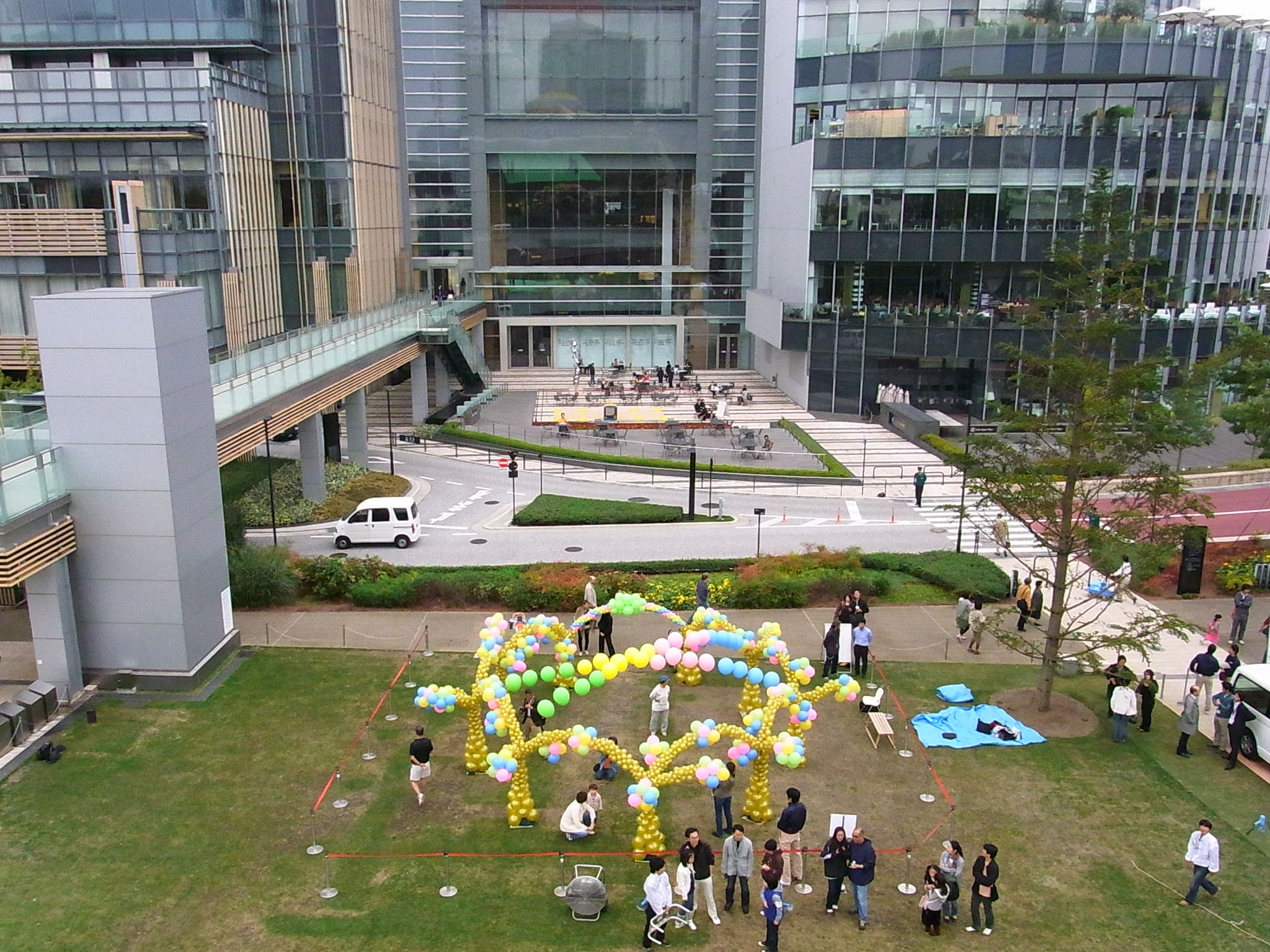
熱気球から見下ろすミッドタウン（2009年10月24日撮影）